# Gambetto di Budapest
Il gambetto di Budapest è un'apertura degli scacchi caratterizzata dalle mosse:
1. d4 Cf6
2. c4 e5

Fu studiato dai maestri ungheresi Abonyi, Breyer e Baracz nel 1917 e introdotto con successo nel 1918 al torneo di Berlino. Il torneo fu vinto da Milan Vidmar, che impiegò questo gambetto contro Akiba Rubinstein vincendo in sole 24 mosse.
La validità di questo gambetto è controversa. Negli anni '20 conobbe una discreta diffusione, con giocatori quali Xavier Tartakower, Géza Maróczy, Richard Réti e Kurt Richter che lo adottarono spesso nei tornei. Attualmente è giocato solo sporadicamente nei tornei ad alto livello. 
Il GM Boris Avrukh, in un suo libro del 2010, ha espresso questa opinione: "Il gambetto di Budapest è un'apertura rispettabile, dubito che ci sia una confutazione. Anche nelle linee dove il bianco riesce a mantenere il pedone di vantaggio, il nero ha sempre un notevole controgioco".
Come in molti altri gambetti, la tattica corretta del bianco è di accettare il pedone e di restituirlo a tempo debito in cambio di un vantaggio posizionale. 

## Analisi
Dopo 1. d4 Cf6 2. c4 e5, non è consigliabile giocare 3. d5 per lo spazio che si concede all'alfiere camposcuro del nero, per cui di solito il bianco accetta il gambetto con 3. dxe5.
Continuazioni principali:
- variante Adler:  3…Cg4 4. Cf3[3]
- variante Rubinstein:  3…Cg4 4. Af4
- variante Alekhine:  3…Cg4 4. e4
- variante Fajarowicz:  3…Ce4[4]

Il Bianco deve fare attenzione ad evitare alcuni possibili tranelli, tra cui:
- 1. d4 Cf6 2. c4 e5 3. dxe5 Cg4 4. Af4 Cc6 5. Cf3 Ab4+ 6. Cbd2 De7 7. a3 Cgxe5 8. Cxe5 Cxe5 9. axb4 Cd3# (Matto di Budapest).
- 1. d4 Cf6 2. c4 e5 3. dxe5 Cg4 4. Dd4 d6 5. exd6 Axd6 (adesso se 6. Dxg7 Ae5 e la donna non ha scampo) 6. De4+ eccetera.